# Taralli di Sant'Antonio
I taralli di Sant'Antonio, sono i dolci tipici della festa del 18 e 19 agosto intitolata a sant'Antonio da Padova.

## Descrizione
A Giuliano Teatino la statua del santo è posta su un carro decorato con festoni di carta tra i quali vengono posti i taralli benedetti. La ricetta della preparazione è segreta e si tramanda da moltissimo tempo. Il ricavato della vendita dei taralli è donato alla chiesa di Giuliano Teatino, dove è custodita la statua del santo protettore.